# ياسمين
الياسَمين جنس نباتي يضم نحو مائتي نوع من الشجيرات المزهرة التي تتبع الفصيلة الزيتونية. ينمو زهر الياسمين بصورة أساسية، في المناطق المعتدلة من العالم القديم وخصوصًا منطقة حوض البحر المتوسط والمناطق المدارية وشبه المدارية في الهند وجنوب شرق آسيا. والياسمين من أشهر وأكثر الزهور المستخدمة في صناعة العطور.

## من الأنواع التابعة لجنس الياسمين
يضم أكثر من مائتي نوع أهمها في الوطن العربي:
- الفل (باللاتينية: Jasminum sambac)
- الياسمين الشامي (باللاتينية: Jasminum officinale)
- الياسمين الشجيري (باللاتينية: Jasminum fruticans)

## من أنواعه الأخرى
- الياسمين عديد الأزهار (باللاتينية: Jasminum polyanthum)

## الوصف النباتي
أوراق الياسمين مختلفة باختلاف النوع فبعضه دائمة الخضرة وبعضه نفضي يفقد أوراقه شتاء. وأشكالها متدرجة. أزهارها بيضاء أو صفراء أو قرنفلية اللون، وقد يكون لها رائحة محبوبة لكثير من الناس. الياسمن هو الزهرة الوطنية لإندونيسيا. والياسمين زهرة مشهورة في الوطن العربي والفلبين والهند وباكستان وسريلانكا.

## الرمزية
- إيران: (و/أو الإسلام الشيعي)، يعتبر الياسمين رمزًا لفاطمة الزهراء، ابنة النبي محمد.[4]
- سوريا: تُسمى مدينة دمشق السورية بمدينة الياسمين.
- هاواي: زهرة الياسمين السامباك ("بيكاكي") هي زهرة شائعة تستخدم في أكاليل الزهور وهي موضوع العديد من الأغاني الهاوايية.

## معرض صور

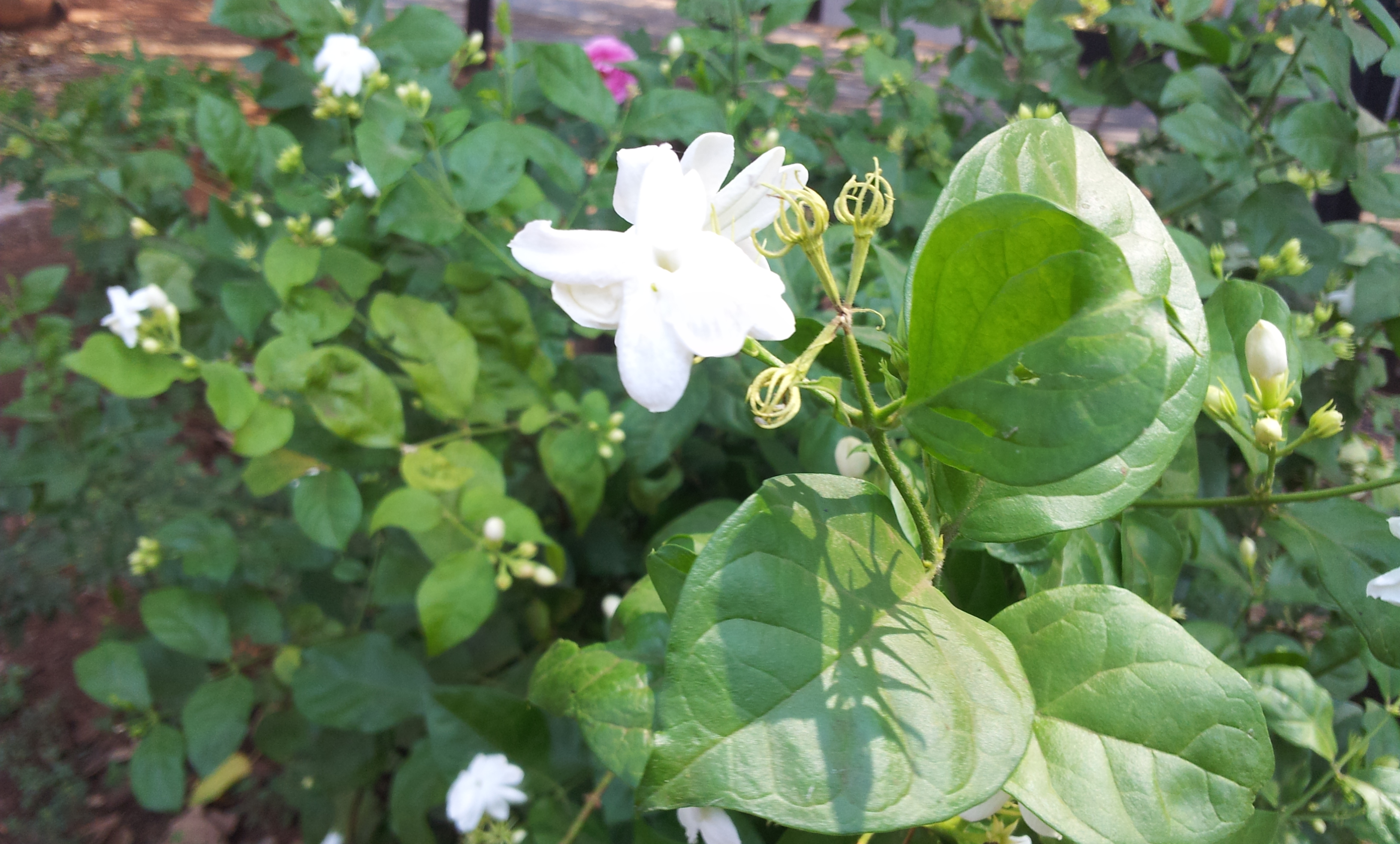
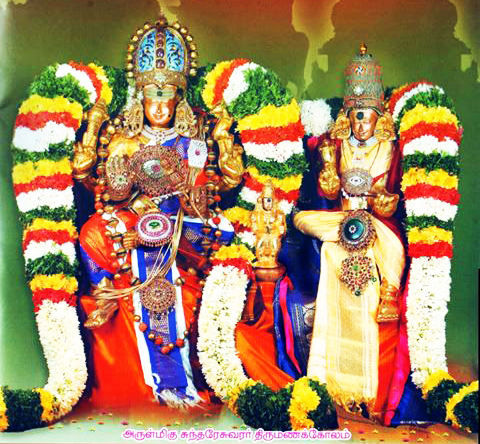
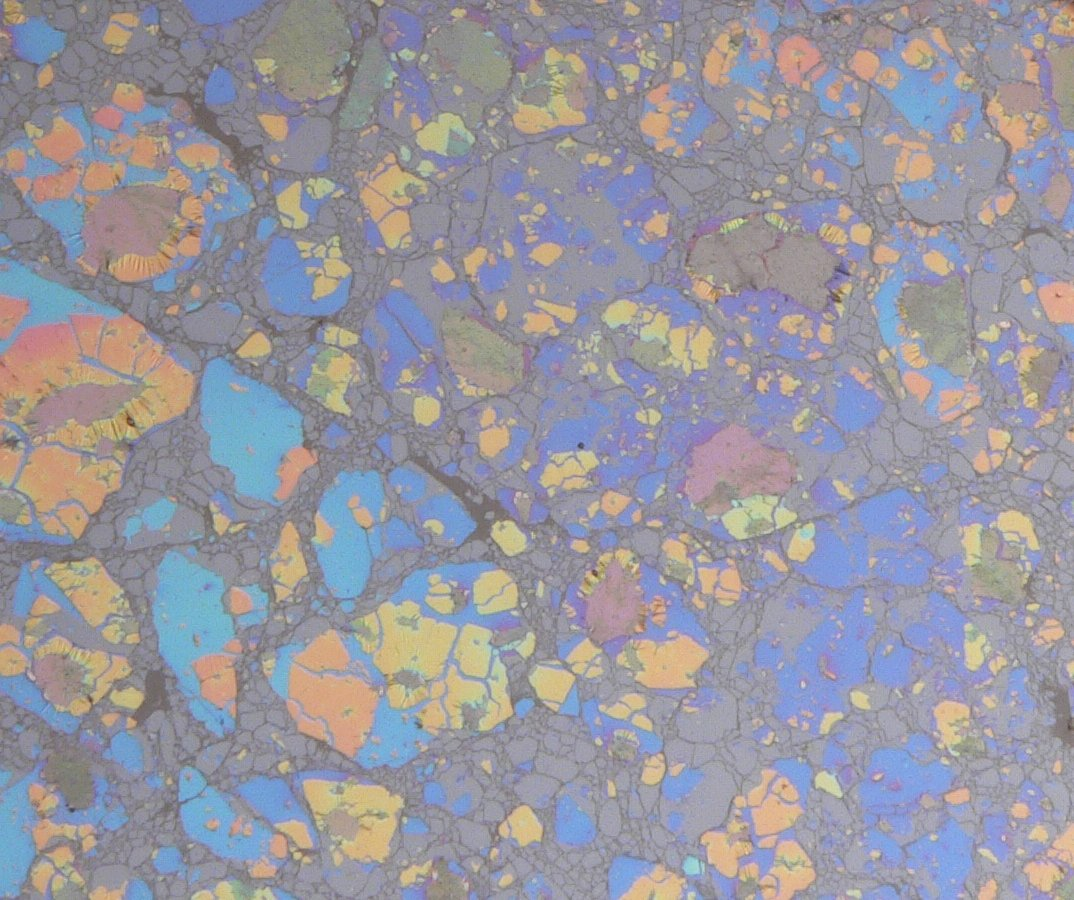
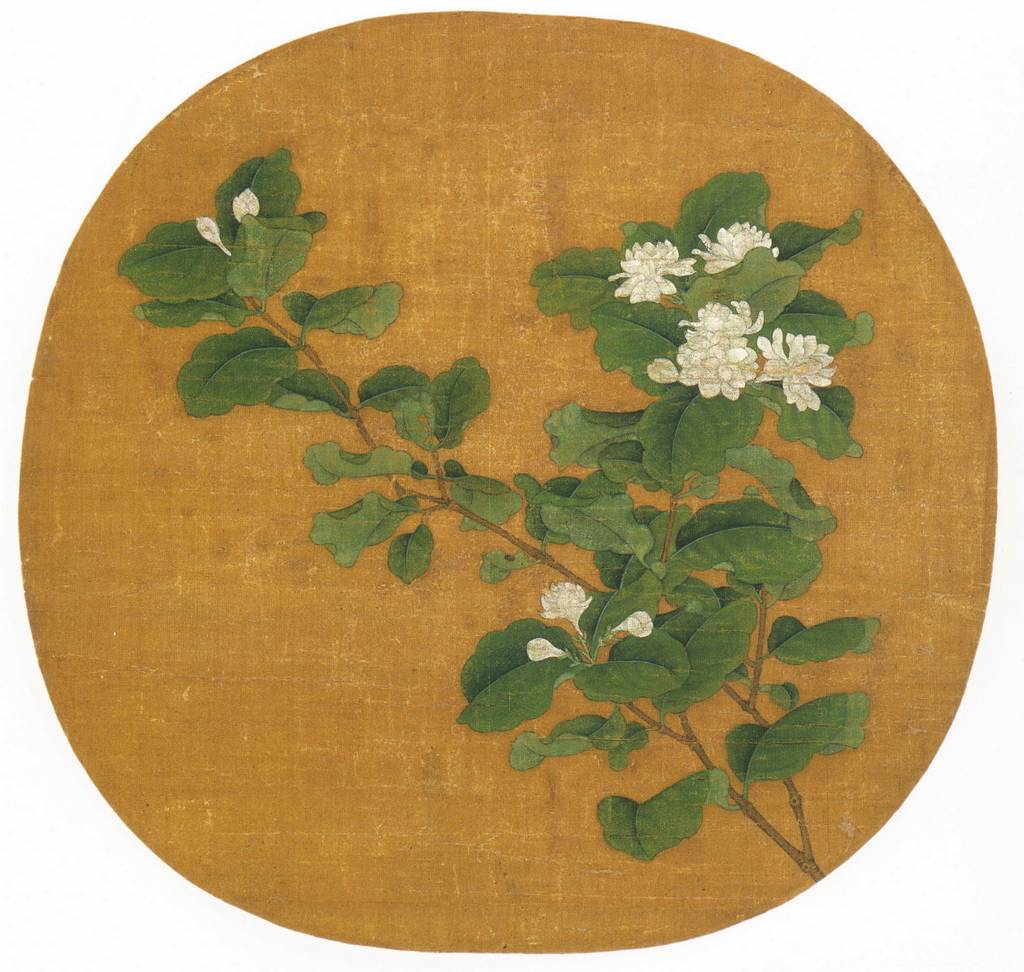